# Xerinae
Xerinae (лат.) — подсемейство млекопитающих семейства беличьих.

## Классификация
Ниже представлена классификация подсемейства по данным ASM Mammal Diversity Database (v. 1.13):
- Триба Marmotini
  - Род Антилоповые суслики (Ammospermophilus)
    - Антилоповый суслик Харриса (Ammospermophilus harrisii)
    - Техасский суслик (Ammospermophilus interpres)
    - Белохвостый суслик (Ammospermophilus leucurus)
    - Антилоповый суслик Нельсона (Ammospermophilus nelsoni)

  - Род Золотистые суслики (Callospermophilus)
    - Золотистый суслик (Callospermophilus lateralis)
    - Сьеррамадресский суслик (Callospermophilus madrensis)
    - Суслик Каскадных гор (Callospermophilus saturatus), или каскадный суслик

  - Род Луговые собачки (Cynomys)
    - Луговая собачка Гуннисона (Cynomys gunnisoni)
    - Белохвостая луговая собачка (Cynomys leucurus)
    - Чернохвостая луговая собачка (Cynomys ludovicianus)
    - Мексиканская луговая собачка (Cynomys mexicanus)
    - Ютская луговая собачка (Cynomys parvidens)

  - Род Иктидомисы (Ictidomys)
    - Мексиканский суслик (Ictidomys mexicanus)
    - Ictidomys parvidens
    - Тринадцатиполосый суслик (Ictidomys tridecemlineatus)

  - Род Сурки (Marmota)
    - Серый сурок (Marmota baibacina)
    - Степной сурок (Marmota bobak)
    - Аляскинский сурок (Marmota broweri)
    - Седой сурок (Marmota caligata)
    - Черношапочный сурок (Marmota camtschatica)
    - Длиннохвостый сурок (Marmota caudata)
    - Желтобрюхий сурок (Marmota flaviventris)
    - Гималайский сурок (Marmota himalayana)
    - Лесостепной сурок (Marmota kastschenkoi)[3]
    - Альпийский сурок (Marmota marmota)
    - Сурок Мензбира (Marmota menzbieri)
    - Лесной сурок (Marmota monax)
    - Олимпийский (олимпикский) сурок (Marmota olympus)
    - Тарбаган (Marmota sibirica), или монгольский (сибирский) сурок
    - Ванкуверский сурок (Marmota vancouverensis)

  - Род Notocitellus
    - Тропический суслик (Notocitellus adocetus)
    - Кольцехвостый суслик (Notocitellus annulatus)

  - Род Скальные суслики (Otospermophilus)
    - Калифорнийский суслик (Otospermophilus beecheyi)
    - Otospermophilus douglasii
    - Скалистый суслик (Otospermophilus variegatus)

  - Род Poliocitellus
    - Суслик Франклина (Poliocitellus franklinii)

  - Род Суслики (Spermophilus)
    - Алашанский суслик (Spermophilus alashanicus)
    - Короткохвостый суслик (Spermophilus brevicauda)[4][5]
    - Европейский суслик (Spermophilus citellus)
    - Даурский суслик (Spermophilus dauricus)
    - Краснощёкий суслик (Spermophilus erythrogenys)
    - Жёлтый суслик (Spermophilus fulvus)
    - Большой суслик (Spermophilus major)
    - Горный суслик (Spermophilus musicus)
    - Spermophilus nilkaensis
    - Spermophilus odessanus
    - Светлохвостый суслик (Spermophilus pallidicauda)[6][7][8]
    - Малый суслик (Spermophilus pygmaeus)
    - Реликтовый суслик (Spermophilus relictus)
    - Spermophilus selevini
    - Крапчатый суслик (Spermophilus suslicus)
    - Spermophilus taurensis
    - Spermophilus vorontsovi
    - Малоазиатский суслик (Spermophilus xanthoprymnus)

  - Род Трансберингийские суслики (Urocitellus)
    - Уинтский суслик (Urocitellus armatus)
    - Суслик Белдинга (Urocitellus beldingi)
    - Айдахский суслик (Urocitellus brunneus)
    - Суслик Мерриама (Urocitellus canus)
    - Колумбийский суслик (Urocitellus columbianus)
    - Вайомингский суслик (Urocitellus elegans)
    - Пиютский суслик (Urocitellus mollis)
    - Американский суслик (Urocitellus parryii)
    - Суслик Ричардсона (Urocitellus richardsonii)
    - Суслик Таунсенда (Urocitellus townsendii)
    - Длиннохвостый суслик (Urocitellus undulatus)
    - Суслик Вашингтона (Urocitellus washingtoni)

  - Род Xerospermophilus
    - Мохавеский суслик (Xerospermophilus mohavensis)
    - Перотеский суслик (Xerospermophilus perotensis)
    - Пятнистый суслик (Xerospermophilus spilosoma)
    - Голохвостый суслик (Xerospermophilus tereticaudus)
- Триба Protoxerini
  - Род Африканские пальмовые белки (Epixerus)
    - Африканская пальмовая белка (Epixerus ebii)

  - Род Полосатые белки (Funisciurus)
    - Белка Томаса (Funisciurus anerythrus)
    - Белка Байона (Funisciurus bayonii)
    - Горная полосатая белка (Funisciurus carruthersi)
    - Конголезская белка (Funisciurus congicus)
    - Funisciurus duchaillui
    - Четырёхполосая белка (Funisciurus isabella)
    - Белка ле Конта (Funisciurus lemniscatus)
    - Оранжевоголовая белка (Funisciurus leucogenys)
    - Огненноногая белка (Funisciurus pyrrhopus)
    - Белка Уинтона (Funisciurus substriatus)

  - Род Солнечные белки (Heliosciurus)
    - Гамбианская белка (Heliosciurus gambianus)
    - Мозамбикская белка (Heliosciurus mutabilis)
    - Малая солнечная белка (Heliosciurus punctatus)
    - Красноногая солнечная белка (Heliosciurus rufobrachium)
    - Рувензорийская белка (Heliosciurus ruwenzorii)
    - Танзанийская белка (Heliosciurus undulatus)

  - Род Myosciurus
    - Мышиная белка (Myosciurus pumilio)

  - Род Кустарниковые белки (Paraxerus)
    - Белка Александра (Paraxerus alexandri)
    - Белка Бема (Paraxerus boehmi)
    - Сероногая кустарниковая белка (Paraxerus cepapi)
    - Белка Купера (Paraxerus cooperi)
    - Полосатая кустарниковая белка (Paraxerus flavovittis)
    - Чёрно-рыжая белка (Paraxerus lucifer)
    - Охристая белка (Paraxerus ochraceus)
    - Рыжая кустарниковая белка (Paraxerus palliatus)
    - Зелёная белка (Paraxerus poensis)
    - Белка Свиннертона (Paraxerus vexillarius)
    - Белка Винсента (Paraxerus vincenti)

  - Род Масличные белки (Protoxerus)
    - Тонкохвостая белка (Protoxerus aubinnii)
    - Масличная белка (Protoxerus stangeri)
- Триба Sciurotamiini
  - Род Беличьи бурундуки (Sciurotamias)
    - Беличий бурундук Давида (Sciurotamias davidianus)
    - Бурундук Форреста (Sciurotamias forresti)
- Триба Tamiini: бурундуки
  - Род Бурундуки (Tamias)
    - Восточный бурундук (Tamias striatus)

  - Род Eutamias
    - Азиатский бурундук (Eutamias sibiricus)

  - Род Neotamias
    - Альпийский бурундук (Neotamias alpinus)
    - Сосновый бурундук (Neotamias amoenus)
    - Бурундук Буллера (Neotamias bulleri)
    - Сероногий бурундук (Neotamias canipes)
    - Сероворотничковый бурундук (Neotamias cinereicollis)
    - Neotamias cratericus
    - Скалистый бурундук (Neotamias dorsalis)
    - Дурангский бурундук (Neotamias durangae)
    - Neotamias grisescens
    - Бурундук Мерриама (Neotamias merriami)
    - Малый бурундук (Neotamias minimus)
    - Калифорнийский бурундук (Neotamias obscurus)
    - Желтощёкий бурундук (Neotamias ochrogenys)
    - Бурундук Палмера (Neotamias palmeri)
    - Панаминтский бурундук (Neotamias panamintinus)
    - Длинноухий бурундук (Neotamias quadrimaculatus)
    - Колорадский бурундук (Neotamias quadrivittatus)
    - Рыжехвостый бурундук (Neotamias ruficaudus)
    - Рыжий бурундук (Neotamias rufus)
    - Бурундук Аллена (Neotamias senex)
    - Северокалифорнийский бурундук (Neotamias siskiyou)
    - Neotamias solivagus
    - Сономский бурундук (Neotamias sonomae)
    - Невадийский бурундук (Neotamias speciosus)
    - Бурундук Таунсенда (Neotamias townsendii)
    - Унитаский бурундук (Neotamias umbrinus)
- Триба Xerini
  - Род Atlantoxerus
    - Магрибская белка (Atlantoxerus getulus)

  - Род Euxerus
    - Полосатая земляная белка (Euxerus erythropus)

  - Род Geosciurus
    - Капская земляная белка (Geosciurus inauris)
    - Дамарская земляная белка (Geosciurus princeps)

  - Род Spermophilopsis
    - Тонкопалый суслик (Spermophilopsis leptodactylus)

  - Род Земляные белки (Xerus)
    - Рыжая земляная белка (Xerus rutilus)